# از ایران زرتشتی تا اسلام
از ایران زرتشتی تا اسلام: مطالعاتی درباره تاریخ دین و تماس‌های میان فرهنگی (به انگلیسی: From Zoroastrian Iran to Islam: Studies in Religious History and Intercultural Contacts) کتابی است که شائول شاکد در ۱۹۹۵ نوشته است و مرتضی ثاقب‌فر در ۱۳۸۱ به فارسی برگردانیده است.